# Dave Trottier
David Trottier, detto Dave (Pembroke, 25 giugno 1906 – Halifax, 13 novembre 1956), è stato un hockeista su ghiaccio canadese.

## Palmarès

### Olimpiadi invernali
- Oro a Sankt Moritz 1928 nell'hockey su ghiaccio.